# Prestholt Station
Prestholt Station (Prestholt holdeplass) var en jernbanestation på Sørlandsbanen, der lå i Sauherad kommune i Norge.
Stationen blev oprettet som trinbræt 20. maj 1931. Oprindeligt hed den Prestholdt, men den skiftede navn til Prestholt i juni samme år. Den blev nedlagt 15. september 1944 men genoprettet omkring 1945. Den blev nedlagt igen 27. maj 1990.